# Ирландский терьер
Ирла́ндский терье́р (англ. irish terrier) — порода собак, выведенная в Ирландии, типичный представитель терьеров.

## История породы
Порода возникла в середине XIX века. Согласно ирландским источникам, ирландский терьер существовал в Ирландии гораздо раньше, чем туда прибыл покровитель этой страны — святой Патрик. А в некоторых источниках утверждается даже, что это просто уменьшенный вариант другой местной породы — ирландского волкодава (но родство это представляется весьма отдалённым). Гораздо более правдоподобно, что ирландский терьер — потомок чёрно-подпалого жёсткошерстного терьера, который был выведен для охоты на лисиц и истребления крыс в Англии 200 лет назад. Изучение вельш- и лейкленд-терьеров показывает, что между всеми этими породами много общего, поэтому можно назвать чёрно-подпалого терьера их общим предком. Говорят, что в районе ирландского графства Корк некогда существовал крупный пшеничный терьер, который, возможно, был предшественником ирландского терьера, а также участвовал в создании вельш- и лейкленд-терьеров.
Официальное признание порода получила в 1870 году. Разведение стандартных ирландских терьеров началось только в 1879 году, а до тех пор в породе встречалось огромное разнообразие типов, размеров и мастей. Рассказывают, что в Антриме ирландские терьеры были чёрными, коричневыми и белыми, в Уайтли — рыжеватыми, в Керри — чёрными или чёрно-коричневыми. В 1879 году был организован клуб по разведению этой породы, и с тех пор порода начала приобретать всё большую популярность. Клуб любителей ирландских терьеров в Великобритании первым запретил купирование ушей у собак этой породы.
Во время Первой мировой войны этих собак использовали как связных. Рассказывают[кто?] о терьере-матросе по кличке Матросский Кубрик, который служил на канадском эскадренном миноносце в Атлантике: он давал сигнал боевой тревоги, обнаружив враждебную подводную лодку, которую не прослушивали судовые приборы, да ещё подбадривал моряков задорным лаем, пока шёл бой.
В СССР первый ирландский терьер был завезён из Польши по завершении Великой Отечественной войны. Советские кинологи не остались равнодушными к представителям породы и приняли самое активное участие в её разведении.

## Внешний вид
Ирландские терьеры имеют крепкое атлетичное телосложение. Ирландский терьер относится к разряду средних по размеру собак, средняя высота в холке взрослых особей — 46—48 см, средний вес — 11—12 кг.
Ирландского терьера никак нельзя отнести к разряду карманных собак, но всё же он, при условии регулярного и правильного выгуливания, вполне может жить в городской квартире, даже не слишком большой. Шерсть у таких собак средней длины, жёсткая. Такие свойства шерсти позволяют собакам долго оставаться чистыми, так как к их шерсти грязь не пристает. Тримминг один раз в год практически избавляет хозяев от проблем с линькой. Окрас их может быть разным, рыжим или пшеничным. Единственной ярко выделяющейся деталью являются уши: они, как правило, на тон темнее, чем всё остальное тело.

## Темперамент
Ирландские терьеры очень темпераментны, в них сочетается огромное количество положительных качеств, они подвержены перепадам настроения, но всё же чаще всего они веселы и активны. Этим собакам нужны частые прогулки, так как жизнь без движения для них не в радость. Очень преданы своим хозяевам, и, несмотря на то, что они не являются бойцовскими собаками, они в любой момент готовы отважно броситься на противника, защищая самого близкого для себя человека. Умные и дружелюбные, ирландские терьеры обладают более спокойным и уравновешенным характером, чем фокстерьеры. Тем не менее, кобели бывают крайне драчливыми. Ирландские терьеры очень смышлёные, хорошие охотники на кроликов и выдр.

## Здоровье
В числе генетических заболеваний, которым подвержены представители породы, — заболевания эндокринной системы (гипотиреоз); заболевания кожи и слизистых оболочек; заболевания печени и поджелудочной железы (портосистемный шунт); заболевания мышечной системы (наследственная миопатия, мышечная дистрофия, миотония, сцепленная с Х-хромосомой миопатия ирландских терьеров); заболевания глаза (микрофтальм, прогрессирующая атрофия сетчатки); заболевания репродуктивной системы (крипторхизм) и заболевания мочевыделительной системы (цистинурия).
Продолжительность жизни — 13—15 лет.

## В литературе
- Ирландским терьерам посвящены две повести Джека Лондона — «Джерри-островитянин» и «Майкл, брат Джерри».
- В романе Ремарка «Три товарища» главный герой, Роберт Локамп, дарит щенка ирландского терьера главной героине, тяжело больной Патриции Хольман.
- В повести Олега Дивова «У Билли есть хреновина» главные герои, майор Иван Кузнецов и капитан Уильям Мбабете, разыскивающие девочку Сару Сейер, отправившуюся на болота за ирландским терьером Терри, справедливо отмечают: «эта порода отличается редким бесстрашием».

## Фотогалерея

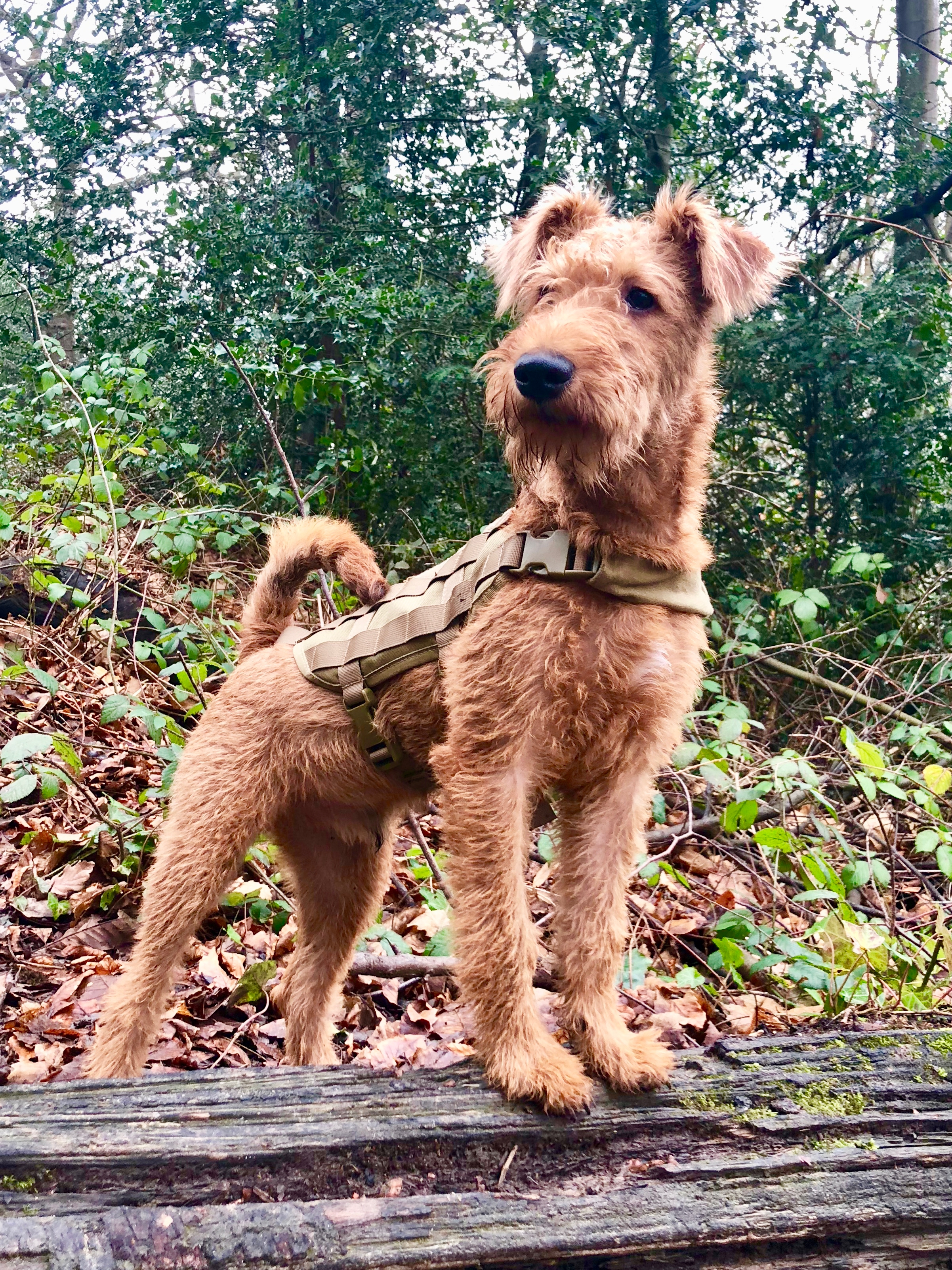
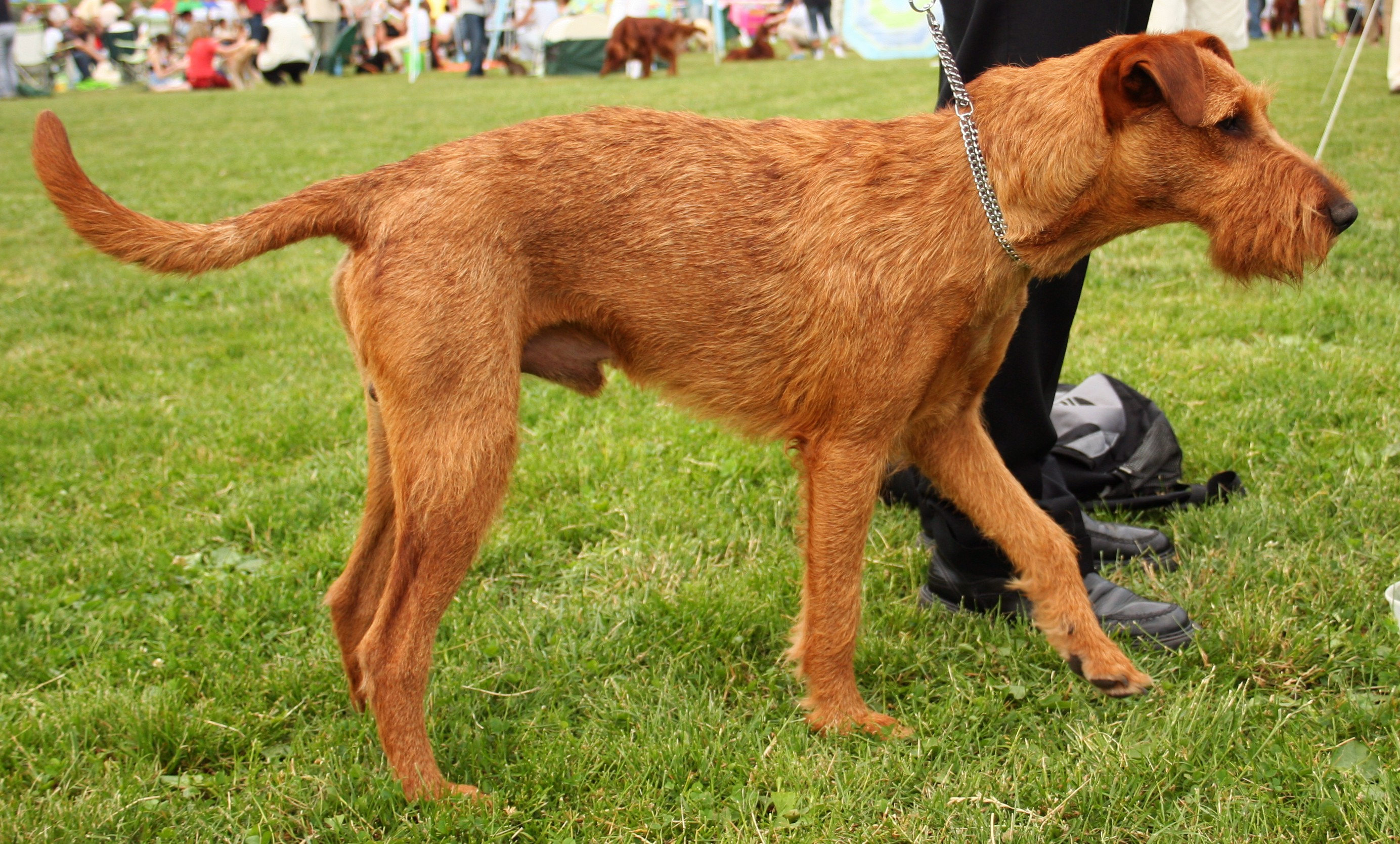
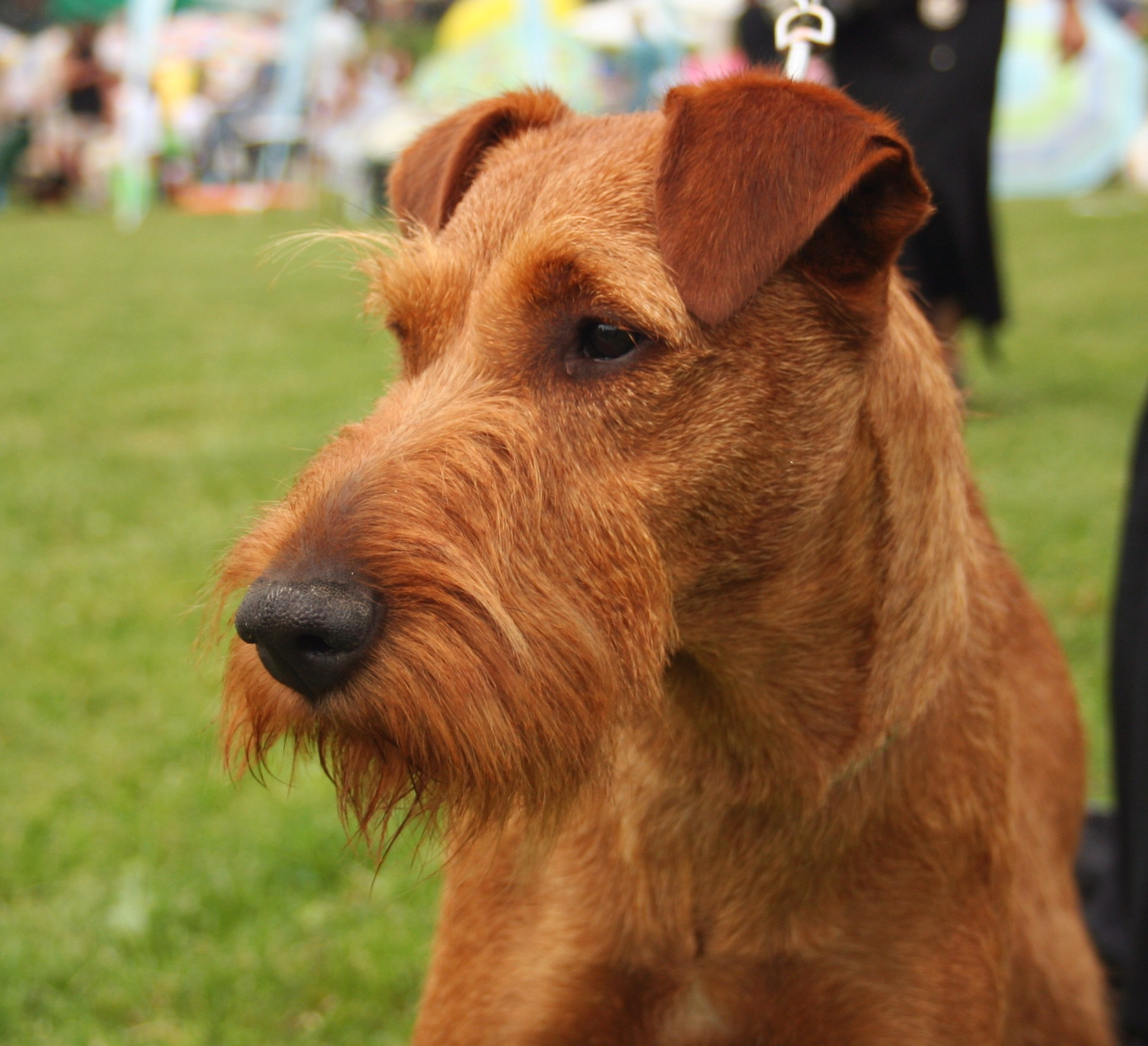
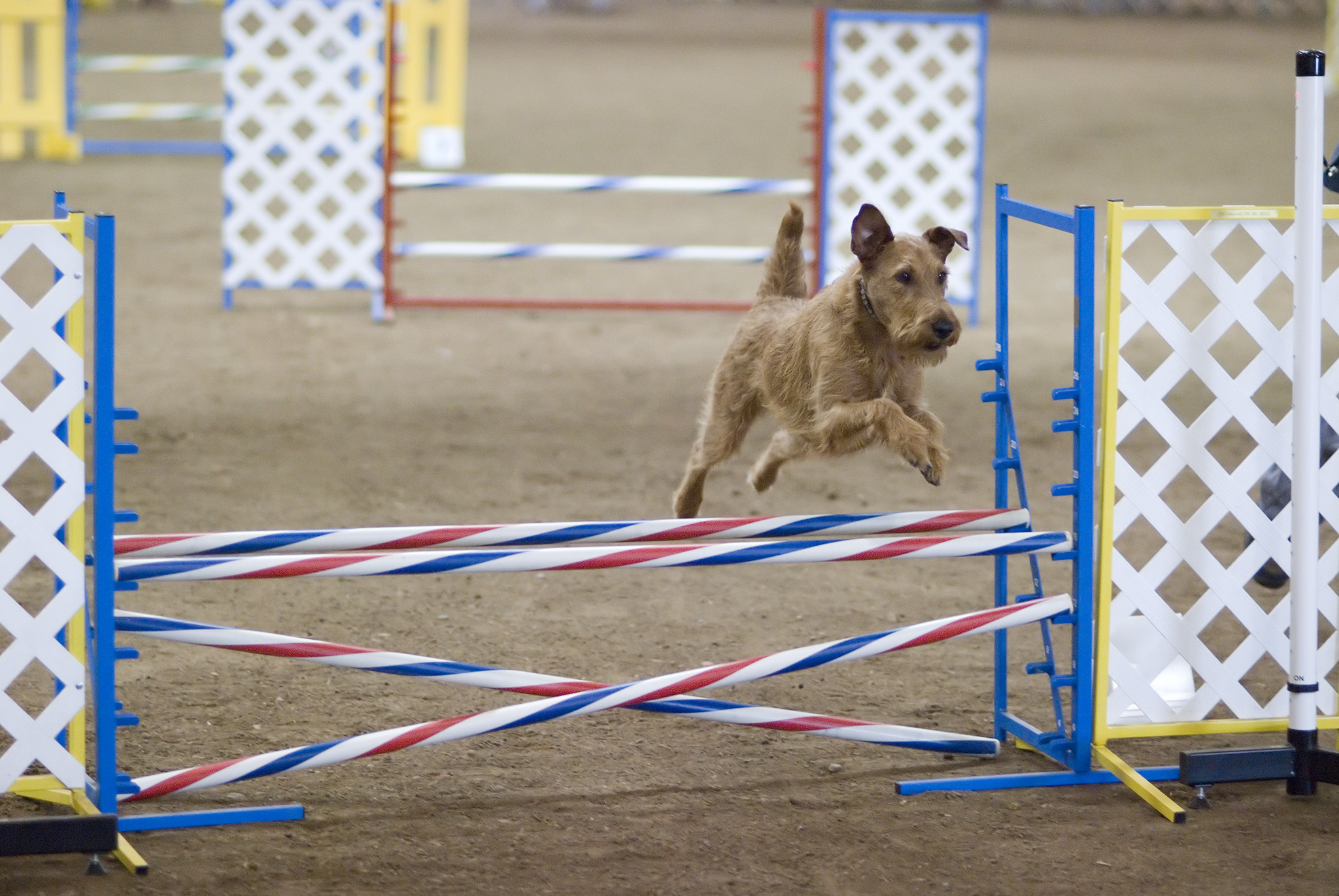
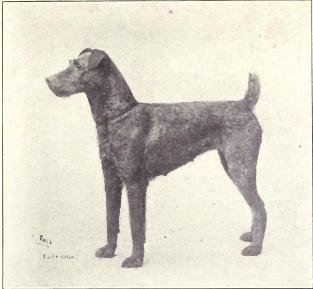
Фото 1915 г.
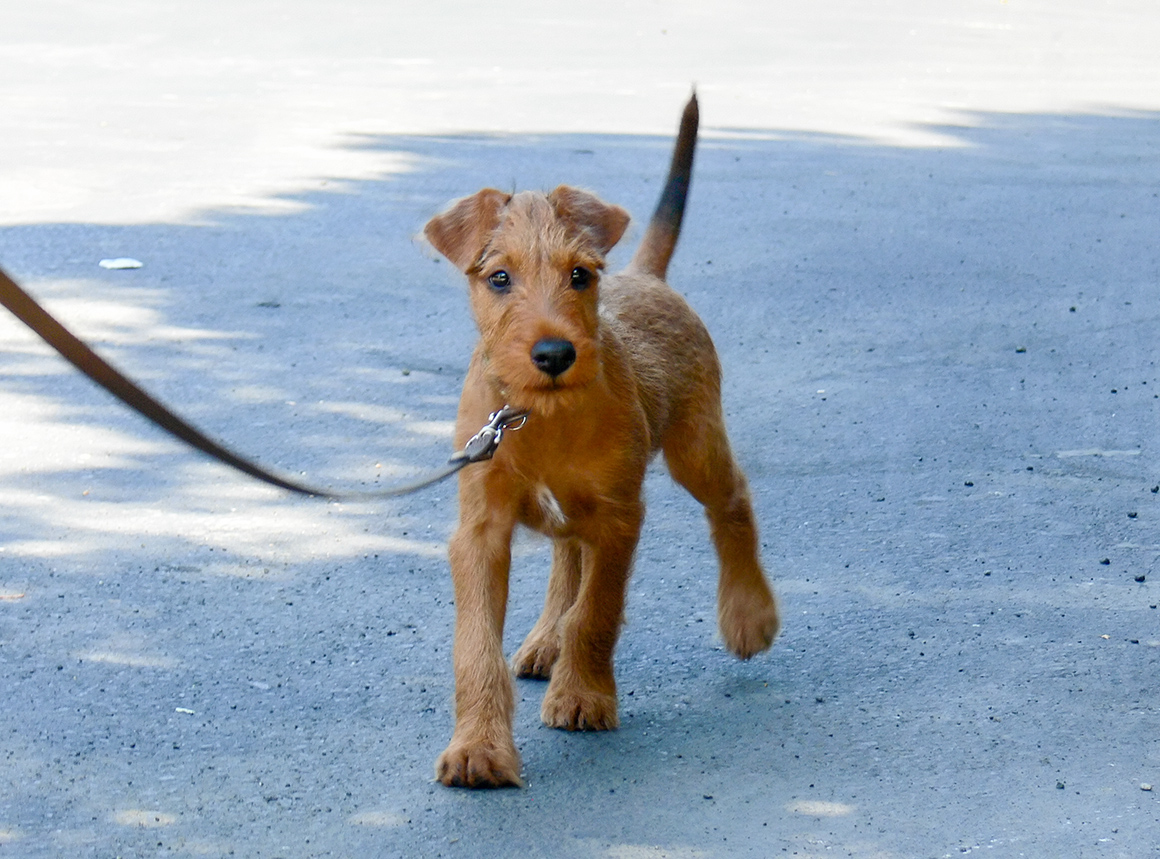
Щенок